# 隨園詩話
《随園詩話》是清朝诗人袁枚的作品，凡十六卷，又有《补遗》十卷。

## 内容
袁枚於乾隆十三年（1748年）辞官後定居江宁小仓山随园，自称随园老人，開始著作此書。袁枚在此書努力宣传“性灵说”，並以為“中间抒自己之见解，发潜德之幽光，尚有可存”。选录女诗人作品尤多。此書刊行後，“上自朝廷公卿，下至市井负贩，皆知贵重之，海外琉球有来求其书者”。《诗话》引文多不注明出处，亦有妓女歌姬之詩，只要诗佳皆可存之，自然受到衛道人士的攻擊。
胡适作《紅樓夢》考證時引用《随园诗话》證明《紅樓夢》是曹雪芹作品。鲁迅称此書“不是每个帮闲都做得出来的”。钱锺书誉為：“往往直凑单微，隽谐可喜，不仅为当时之药石，亦足资后世之攻错。”